# Caballo de Leonardo

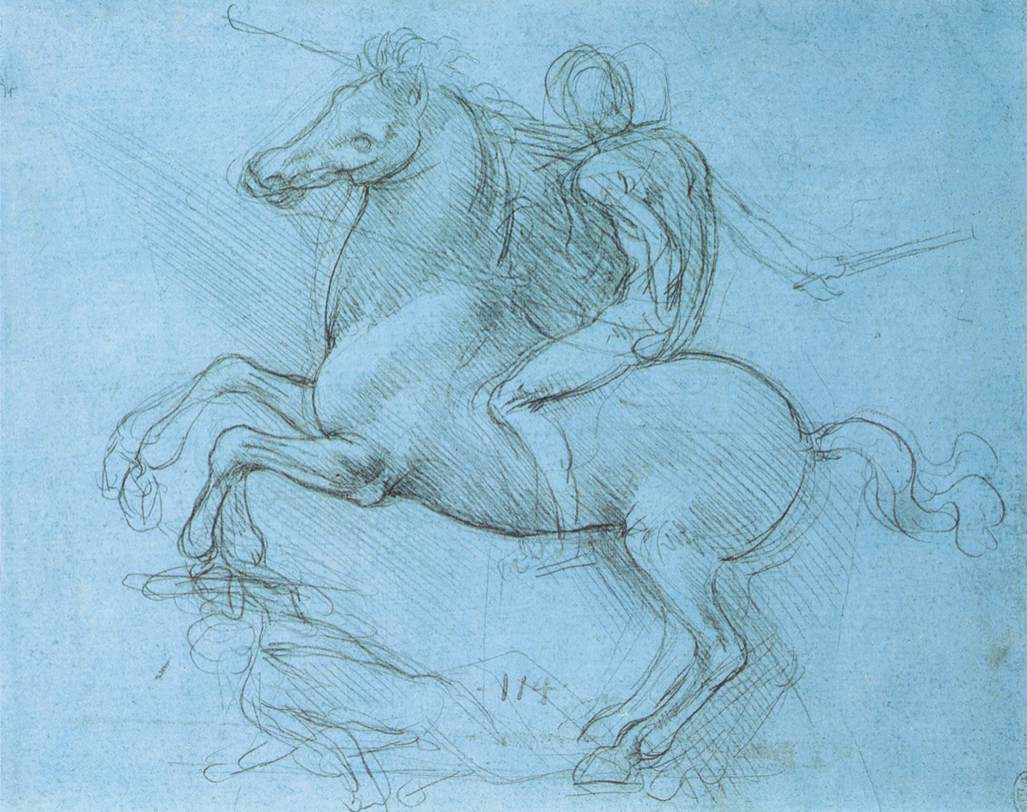
Estudio Caballo Sforza

El 22 de julio de 1489 el embajador de Florencia en Milán, Pietro Alamanni, envió una de sus habituales misivas a Lorenzo de Medici. En ella decía, entre otras cosas, lo siguiente: 

El Príncipe Ludovico proyecta erigir un digno monumento a sus padres y, de acuerdo con sus órdenes, se ha pedido a Leonardo que haga un modelo para un gran caballo de bronce montado por el duque Francesco de armadura. Dado que Su Excelencia piensa en algo maravilloso que supere todo lo conocido, me ha pedido que os escriba para preguntaros si tendríais la amabilidad de mandarle uno o dos artistas florentinos especializados en este tipo de trabajo. Parece ser que, aunque ya le ha hecho el encargo a Leonardo, no confía en que este llegue a ejecutarlo.

Aunque expresa las dudas sobre si Leonardo sería capaz de terminar esta maravillosa obra lo cierto es que se la había encargado al toscano, lo que supone para él la culminación de sus siete años en la corte milanesa. Por fin le encargan un trabajo a su altura y la maquinaria cerebral del artista empieza a trabajar a todo vapor, teorizando, buscando, investigando y proyectando en este sentido. 
Leonardo lo quiere hacer encabritado sobre sus dos patas traseras, pero abandona la idea por ser técnicamente imposible dado su gran tamaño. Finalmente opta por hacerlo al trote.

## Leonardo da Vinci: El caballo Sforza
Leonardo dejó algunos escritos sobre cómo sería la escultura.

En primer lugar, la escultura requiere una luz determinada, que proceda de arriba, mientras que un cuadro lleva consigo siempre su propia luz. Así, la escultura debe su importancia a la luz y la sombra, aspecto en el que el escultor recibe la ayuda de la naturaleza del relieve que le es inherente, mientras que el pintor, cuyo arte expresa los aspectos accidentales de la naturaleza, coloca sus efectos en los lugares donde la naturaleza debe producirlos necesariamente.

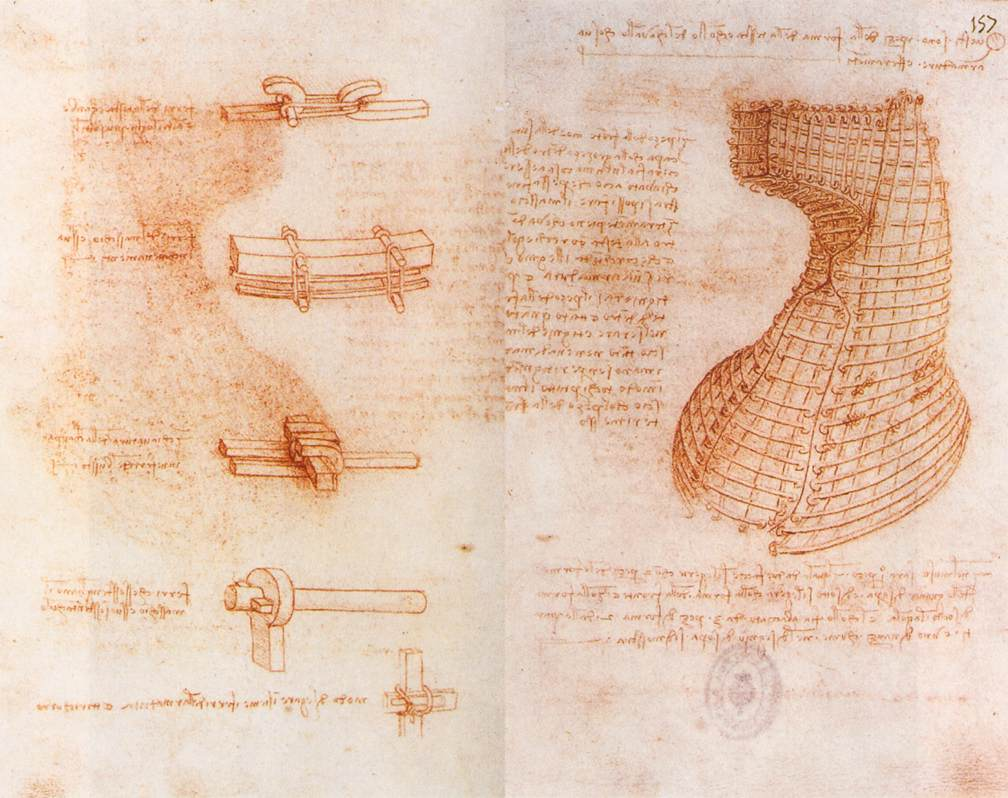
Códices Madrid I-II Caballo sforza

Tres refuerzos que sujetan el molde. Si desea hacer moldes sencillos rápidamente, hágalos en una caja de arena de río humedecida con vinagre. 
Una vez hecho el molde sobre el caballo, deberá hacer el grosor del metal con arcilla. 
 
Estas piezas pertenecen al molde de la cabeza y el cuello del caballo, junto con su armazón y sus hierros (…)
 
El hocico tendrá una pieza, sujetada a ambos lados con dos piezas que corresponderán a la parte superior de las mejillas. Por debajo se sujetara al molde de la frente y al molde de debajo de la garganta. El cuello debe formarse con tres piezas: dos a los dos lados y una delante, tal como se muestra arriba.

Desgraciadamente, Leonardo no pudo fundir el caballo. Lo que sí hizo fue un molde de arcilla enorme, a tamaño real, de la estatua, media unos siete metros de altura por los mismos de largo. Según Vasari: «Todos los que vieron el gran modelo de barro aseguraron que era la más excelente y magnífica obra que habían visto nunca.»
Poco tiempo después Milán entró en guerra con Francia y para poder hacer cañones y munición se fundió todo el bronce apartado para la obra. Después se destruyó el molde de arcilla, perdiéndose una de las obras maestras de la escultura del Renacimiento.
- Datos: Q1334925
- Multimedia: Monument to Francesco Sforza by Leonardo da Vinci / Q1334925